# Душна-Ґурка
Душна-Ґурка (пол. Duszna Górka, нім. Karlstein) — село в Польщі, у гміні Кротошин Кротошинського повіту Великопольського воєводства.
Населення — 110 осіб (2011).
У 1975-1998 роках село належало до Каліського воєводства.

## Демографія
Демографічна структура станом на 31 березня 2011 року:
|          | Загалом | Допрацездатний вік | Працездатний вік | Постпрацездатний вік |
| -------- | ------- | ------------------ | ---------------- | -------------------- |
| Чоловіки | 52      | 11                 | 35               | 6                    |
| Жінки    | 58      | 10                 | 35               | 13                   |
| Разом    | 110     | 21                 | 70               | 19                   |